# Christina Ebner
Pour les articles homonymes, voir Ebner.
Christina Ebner (également Christine ), née le 26 mars 1277 et morte le 27 décembre 1356, est une religieuse dominicaine allemande, écrivaine et mystique.

## Biographie

### Éducation religieuse
Christina Ebner naît dans la ville impériale de Nüremberg. Elle est issue d'une famille patricienne. Ses parents sont Seyfried Ebner et Elizabeth Kuhdorf. En 1289, à l'âge de douze ans, elle entre au monastère Saint-Jean-Baptiste d'Engelthal, une communauté de religieuses du deuxième ordre dominicain situé en dehors de la ville, dans le burgraviat de Nuremberg,,. Fondé comme béguinage une cinquantaine d'années plus tôt, ce monastère devient au cours des cent années suivantes un centre de formation spirituelle. Il pourrait avoir été le principal centre de vie mystique au début du XIVe siècle en Allemagne, voire dans toute l'Europe. Christina Ebner y est éduquée et devient prieure de ce monastère.

### Expériences mystiques
Moins d'un an après son admission, Christina Ebner tombe gravement malade. Son affection se manifeste à nouveau jusqu'à trois fois par an pendant la décennie suivante. Par la suite, elle souffre fréquemment de diverses maladies. À cette époque, elle commence à avoir de fréquentes visions religieuses, que son confesseur, le frère Conrad de Füssen, l'encourage à écrire. Elle commence donc à écrire son premier livre, Vie et Révélations (Leben und Offenbarungen) en 1317. Elle continue à y travailler au moins jusqu'en 1324.
En 1338, Christina Ebner entame une correspondance avec le prêtre séculier Henri de Nördlingen, qui est un propagateur enthousiaste de la spiritualité mystique et de la littérature. Par son intermédiaire, elle entame une correspondance avec Margareta Ebner, qui est également une religieuse dominicaine activement impliquée dans le mouvement spirituel de l'époque. Malgré leur patronyme commun, Margareta n'est pas apparentée à Christina.
Vers 1340, Christina Ebner commence à compiler un Livre des Sœurs (Schwesternbuch), un recueil des visions mystiques et des expériences de vie des religieuses de son monastère, Von der genaden uberlast, traduit en français sous le titre Petit livre sur la surabondance des grâces. Ce livre est attribué à Christina Ebner sur la base d'un manuscrit de 1451.
Entre 1344 et 1352, Christina Ebner écrit un deuxième livre des Révélations (Offenbarungen). Elle y traite d'événements historiques et politiques de l'époque tels que les émeutes de Nuremberg en 1348, le tremblement de terre de la même année, l'épidémie de peste noire, les processions des Flagellants de 1349 et la longue querelle entre l'empereur du Saint-Empire romain germanique Louis IV et le Saint-Siège. Christina Ebner ne se limite pas à un rôle de spectatrice. En effet, elle s’intéresse profondément aux événements, développe son propre esprit critique et tente même activement d’influencer leur cours[De quoi ?]. À cette époque, sa réputation s’est largement répandue dans toute l’Europe du Nord. Ainsi, en 1350, l'empereur Charles IV lui-même vient lui rendre visite au monastère, sollicitant d'elle conseils et prières,.
En 1351, Christina Ebner reçoit enfin la première visite de son confident de longue date, Henri de Nördlingen, qui passe trois semaines au monastère. À cette époque, il lui offre un exemplaire de l'ouvrage mystique de Mathilde de Magdebourg, La Lumière qui coule de la Divinité (Das fließende Licht der Gottheit), qui se retrouve dans ses propres œuvres ultérieures et dans celles des autres religieuses de la communauté.
Christina Ebner meurt dans son monastère d'Engelthal le 27 décembre 1356, dans sa 67e année de vie monastique.

## Publications
- Petit livre sur la surabondance des grâces, Sorbonne Université Presses, 2020 (Der Nonne von Engelthal Büchlein von der genaden uberlast), trad. Florence Bayard  (ISBN 9791023106800)